# Brenthia pavonacella
Brenthia pavonacella is een vlinder uit de familie van de glittermotten (Choreutidae). De wetenschappelijke naam van de soort is voor het eerst geldig gepubliceerd in 1860 door Brackenridge Clemens.